# Damernas parhoppning i svikthopp i simhopp vid olympiska sommarspelen 2000
Damernas parhoppning i svikthopp i de olympiska simhoppstävlingarna vid de olympiska sommarspelen 2000 hölls den 23 september i Sydney International Aquatic Centre. 

## Medaljörer
| Event                         | Guld                                    | Silver                           | Brons                                    |
| Parhoppning 3 meter svikthopp | Vera Ilina och Julia Pachalina Ryssland | Fu Mingxia och Guo Jingjing Kina | Ganna Sorokina och Olena Zjupina Ukraina |

## Resultat
| Placering | Simhoppare                                        | Land       | Hopp 1 | Hopp 1    | Hopp 2         | Hopp 2    | Hopp 3         | Hopp 3    | Hopp 4         | Hopp 4    | Hopp 5 | Hopp 5    | Hopp 5 |
| Placering | Simhoppare                                        | Land       | Poäng  | Placering | Poäng          | Placering | Poäng          | Placering | Poäng          | Placering | Poäng  | Placering | Totalt |
| --------- | ------------------------------------------------- | ---------- | ------ | --------- | -------------- | --------- | -------------- | --------- | -------------- | --------- | ------ | --------- | ------ |
| 1         | Vera Iljina och Julija Pachalina                  | Ryssland   | 52,80  | 1         | 55,80 (108,60) | 1 (1)     | 74,76 (183,36) | 1 (1)     | 73,95 (257,31) | 2 (1)     | 75,33  | 1         | 332,64 |
| 2         | Fu Mingxia och Guo Jingjing                       | Kina       | 48,60  | 3         | 51,60 (100,20) | 2 (2)     | 70,20 (170,40) | 2 (2)     | 76,50 (246,90) | 1 (2)     | 74,70  | 2         | 321,60 |
| 3         | Ganna Sorokina och Olena Zjupina                  | Ukraina    | 49,20  | 2         | 50,40 (99,60)  | 3 (3)     | 63,84 (163,44) | 3 (3)     | 60,48 (223,92) | 6 (3)     | 66,42  | 3         | 290,34 |
| 4         | Chantelle Michell och Loudy Tourky                | Australien | 46,80  | 4         | 48,00 (94,80)  | 5 (4)     | 61,32 (156,12) | 5 (5)     | 61,32 (217,44) | 5 (5)     | 65,61  | 4         | 283,05 |
| 5         | Eryn Bulmer och Blythe Hartley                    | Kanada     | 45,00  | 8         | 45,00 (90,00)  | 7 (7)     | 60,75 (150,75) | 6 (7)     | 63,00 (213,75) | 4 (6)     | 65,25  | 5         | 279,00 |
| 6         | Maria Alcalá och Jashia Luna                      | Mexiko     | 46,20  | 5         | 48,60 (94,80)  | 4 (4)     | 62,16 (156,96) | 4 (4)     | 52,08 (209,04) | 7 (7)     | 64,80  | 6         | 273,84 |
| 7         | Dörte Lindner och Conny Schmalfuss                | Tyskland   | 45,60  | 6         | 47,40 (93,00)  | 6 (6)     | 58,80 (151,80) | 7 (6)     | 66,60 (218,40) | 3 (4)     | 45,36  | 8         | 263,76 |
| 8         | Catherine Maliev-Aviolat och Jacqueline Schneider | Schweiz    | 45,60  | 6         | 43,20 (88,80)  | 8 (8)     | 54,00 (142,80) | 8 (8)     | 51,24 (194,04) | 8 (8)     | 62,16  | 7         | 256,20 |